# ルリニワゼキショウ
ルリニワゼキショウ（瑠璃庭石菖、Sisyrinchium angustifolium）とは、アヤメ科ニワゼキショウ属の一年草の一種。

## 分布
北アメリカ東部原産。
日本にも帰化植物として移入分布する。

## 特徴
草丈20-30cm。
道端や荒地などに生育する。5-6月に薄藍色の花を咲かせる。雄しべは一本の棍棒状に合着している。